# Helmut Schön
Helmut Schön (Dresda, 15 settembre 1915 – Wiesbaden, 23 febbraio 1996) è stato un calciatore e allenatore di calcio tedesco.

## Carriera

### Giocatore
Militò nel Dresdner SC vincendo due campionati tedeschi (1943 e 1944) e due Coppe di Germania (1940 e 1941).
Esordì nella Nazionale tedesca il 21 novembre 1937 ad Amburgo contro la Svezia (5-0), realizzando 2 reti. Con la Germania giocò 16 partite tra il 1937 e il 1941, segnando 17 gol.

### Allenatore
Dopo la seconda guerra mondiale iniziò la sua carriera di allenatore nella terra natia, nel frattempo divenuta Germania Est. Nel 1950 si trasferì in Germania Ovest, a Berlino, dove divenne allenatore dell'Hertha Berlino.
Tra il 1952 e il 1956 allenò la nazionale della Saar che incontrò la Germania Ovest nelle qualificazioni al campionato del mondo 1954. Quando nel 1956 la Federazione della Saar viene integrata in quella della Germania Ovest, Schön entrò a far parte dello staff della nazionale di quest'ultima dove ricoprì vari ruoli, da quello di allenatore della nazionale B a quello di secondo del selezionatore Sepp Herberger. Prese il posto di quest'ultimo nel 1964 e la allenò fino al 1978. In questo periodo riuscì nell'impresa di vincere consecutivamente il campionato d'Europa 1972 e il campionato del mondo 1974; inoltre, raggiunse la finale del campionato del mondo 1966 e del campionato d'Europa 1976 e si classificò terzo al campionato del mondo 1970.

## Statistiche

### Cronologia presenze e reti in nazionale
| Cronologia completa delle presenze e delle reti in nazionale ― Germania | Cronologia completa delle presenze e delle reti in nazionale ― Germania | Cronologia completa delle presenze e delle reti in nazionale ― Germania | Cronologia completa delle presenze e delle reti in nazionale ― Germania | Cronologia completa delle presenze e delle reti in nazionale ― Germania | Cronologia completa delle presenze e delle reti in nazionale ― Germania | Cronologia completa delle presenze e delle reti in nazionale ― Germania | Cronologia completa delle presenze e delle reti in nazionale ― Germania |
| Data                                                                    | Città                                                                   | In casa                                                                 | Risultato                                                               | Ospiti                                                                  | Competizione                                                            | Reti                                                                    | Note                                                                    |
| ----------------------------------------------------------------------- | ----------------------------------------------------------------------- | ----------------------------------------------------------------------- | ----------------------------------------------------------------------- | ----------------------------------------------------------------------- | ----------------------------------------------------------------------- | ----------------------------------------------------------------------- | ----------------------------------------------------------------------- |
| 21-11-1937                                                              | Amburgo                                                                 | Germania                                                                | 5 – 0                                                                   | Svezia                                                                  | Qual. Mondiali 1938                                                     | 2                                                                       |                                                                         |
| 18-9-1938                                                               | Chemnitz                                                                | Germania                                                                | 4 – 1                                                                   | Polonia                                                                 | Amichevole                                                              | 1                                                                       |                                                                         |
| 25-9-1938                                                               | Bucarest                                                                | Romania                                                                 | 4 – 1                                                                   | Germania                                                                | Amichevole                                                              | 1                                                                       |                                                                         |
| 29-1-1939                                                               | Bruxelles                                                               | Belgio                                                                  | 1 – 4                                                                   | Germania                                                                | Amichevole                                                              | 1                                                                       |                                                                         |
| 26-3-1939                                                               | Firenze                                                                 | Italia                                                                  | 3 – 2                                                                   | Germania                                                                | Amichevole                                                              | -                                                                       |                                                                         |
| 23-5-1939                                                               | Brema                                                                   | Germania                                                                | 1 – 1                                                                   | Irlanda                                                                 | Amichevole                                                              | 1                                                                       |                                                                         |
| 22-6-1939                                                               | Oslo                                                                    | Norvegia                                                                | 0 – 4                                                                   | Germania                                                                | Amichevole                                                              | 2                                                                       |                                                                         |
| 24-9-1939                                                               | Budapest                                                                | Ungheria                                                                | 5 – 1                                                                   | Germania                                                                | Amichevole                                                              | -                                                                       |                                                                         |
| 15-10-1939                                                              | Zagabria                                                                | Jugoslavia                                                              | 1 – 5                                                                   | Germania                                                                | Amichevole                                                              | 3                                                                       |                                                                         |
| 12-11-1939                                                              | Breslavia                                                               | Germania                                                                | 4 – 4                                                                   | Boemia                                                                  | Amichevole                                                              | -                                                                       |                                                                         |
| 3-12-1939                                                               | Chemnitz                                                                | Germania                                                                | 3 – 1                                                                   | Slovacchia                                                              | Amichevole                                                              | 1                                                                       |                                                                         |
| 17-11-1940                                                              | Amburgo                                                                 | Germania                                                                | 1 – 0                                                                   | Danimarca                                                               | Amichevole                                                              | 1                                                                       |                                                                         |
| 9-3-1941                                                                | Stoccarda                                                               | Germania                                                                | 4 – 2                                                                   | Svizzera                                                                | Amichevole                                                              | 2                                                                       |                                                                         |
| 6-4-1941                                                                | Colonia                                                                 | Germania                                                                | 7 – 0                                                                   | Ungheria                                                                | Amichevole                                                              | 2                                                                       |                                                                         |
| 20-4-1941                                                               | Berna                                                                   | Svizzera                                                                | 2 – 1                                                                   | Germania                                                                | Amichevole                                                              | -                                                                       |                                                                         |
| 5-10-1941                                                               | Stoccolma                                                               | Svezia                                                                  | 4 – 2                                                                   | Germania                                                                | Amichevole                                                              | -                                                                       |                                                                         |
| Totale                                                                  |                                                                         | Presenze                                                                | 16                                                                      |                                                                         | Reti                                                                    | 17                                                                      |                                                                         |

## Palmarès

### Giocatore
- Coppa di Germania: 2

Dresdner SC: 1940, 1941
- Campionato tedesco: 2

Dresdner SC: 1942-1943, 1943-1944
- Supercoppa di Germania: 1

Dresdner SC: 1940

### Allenatore
- Campionato d'Europa: 1

Germania Ovest: Belgio 1972
- Campionato mondiale: 1

Germania Ovest: Germania Ovest 1974